# 刘删
刘删（?—?），字正简。南朝南海人。
梁武帝时被举为咨议。徐伯阳至广州，見其文，以為是“岭左奇才”，极力讚揚。陈宣帝太建初年（569年），入京擔任临海王长史。侯安都引为宾客，與张正见、祖孙登等以文會友，有《泛宮亭湖》、《獨鶴淩雲去》等詩。作品早佚，《艺文类聚》中存其诗九首。